# Lirica greca

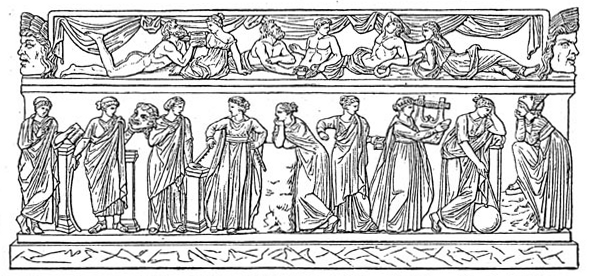
Le nove muse (Clio, Talia, Erato, Euterpe, Polimnia, Calliope, Tersicore, Urania, Melpomene)

Nella Grecia antica, la lirica era quel genere poetico che faceva ricorso al canto o all'accompagnamento di strumenti a corde, come la lira, differenziandosi in questo dalla poesia recitativa. La lirica poteva essere accompagnata da strumenti a fiato e si parlava in questo caso di modo aulodico, o da strumenti a corda, in questo caso si parlava invece di modo citarodico.
Originariamente, la poesia lirica era un ramo della melica (μελικὴ ποίησις), cioè la poesia destinata ad essere cantata; in età ellenistica essa si chiamò lirica.
Nell'usare oggi l'espressione lirici greci si fa riferimento, in senso più lato, a tutto un modo di produrre versi che copre in Grecia l'arco di due secoli, il VII e il VI secolo a.C.

## Contesto e temi
Nei secoli VII-VI a.C. nel campo letterario greco si verifica un mutamento radicale in una nuova società, caratterizzata dal soggettivismo e dall'individualismo, in antitesi col presunto obiettivismo dell'epoca legata a un mondo ideale e cavalleresco. Con nuova consapevolezza, il poeta cerca di estrinsecare il proprio io, la propria sensibilità, le proprie passioni, così il carme da ideale diventa reale e contingente. Non si canta più secondo i vecchi moduli omerici ed esiodei (per quanto in Esiodo non manchino toni autobiografici e improntati ad un concreto realismo), bensì si esprimono in versi sentimenti e idee personali.
La realtà che vede nascere la lirica greca non prende vita all'improvviso, ma si instaura con la rielaborazione degli ideali micenei, quegli stessi ideali che videro al centro l'eroe omerico con un tratto caratteriale forte, fosse il coraggio di Achille, l'astuzia di Odisseo o la fedeltà di Penelope.
Il nuovo scenario storico ha la caratteristica sostanziale dell'avvento delle poleis, le città-Stato che diverranno centro della vita politica, civile, culturale della Grecia; ovviamente, con le differenze dovute al contesto geografico e al sostrato di volta in volta preesistente, cagione dei relativi valori dominanti: ecco delinearsi la lirica corale a Sparta, portatrice della comunità collettiva, ecco la curiosità e gli scambi delle città ioniche, qui si intravede la coscienza di Atene.

### Caratteristiche
La lirica va distinta in melica (dal greco μέλος, cioè "canto") monodica, se cantata da una sola persona, e corale o corodica, se cantata da un coro. Inoltre, poteva essere citarodica, se eseguita mediante la cetra e il canto, citaristica, se eseguita solo con la cetra, aulodica, se accompagnata dall'aulos e dal canto, o auletica, se accompagnata solo dall'aulos.
Infatti, oggi nel genere lirico vengono compresi anche l'elegia, accompagnata dal flauto, e il giambo, eseguito mediante uno strumento molto simile all'arpa. Invece, secondo il canone alessandrino dei lyrikòi, erano tali solamente i poeti monodici e corali come Saffo, Alceo, Anacreonte, Alcmane, Stesicoro, Ibico, Bacchilide, Simonide, Pindaro.
Lo stile si distingue per la brevità dei periodi, ben allineati e senza difficoltà sintattiche, e per le molte metafore, destinate a rimanere incise nella memoria.
Molteplici sono i motivi ispiratori della lirica greca. Vi sono componimenti dedicati agli dei (inni), in onore di Dioniso (ditirambi), di Apollo (peana). Alle divinità femminili vengono dedicati i parteni, i vincitori di gare vengono esaltati negli epinici e l'ospite patrono negli encomi. I treni e gli epicedi sono riservati alle consolazioni funebri e ai compianti, gli epitalami e gli imenei alle nozze, gli scolii ai simposi, alle danze mimiche gli iporchemi e alle processioni i prosodi. Non vi sono delimitazioni, per cui ogni poeta può spaziare in più campi e utilizzare i moduli di un componimento anche in un altro.
Quando si pensa alla lirica greca è necessario soffermarsi sul fatto che tali poetiche si basavano sull'esibizione per un pubblico, spesso organizzate in occasione di simposi o feste rituali, quindi erano mezzo di comunicazione per ricordare i valori condivisi, espressione di memoria collettiva, momento di riaffermazione delle idee aristocratiche che li accomunavano. Il poeta parla alla cerchia ristretta del convito, del gruppo di appartenenza; ricorda loro le esperienze vissute, si sofferma su gioie e dolori. Particolare importanza riveste il tema dell'amore, spesso dipinto come divinità ingiusta: Eros che tormenta, che soggioga, che imprigiona coi suoi lacci, vedi la rassegnata disperazione di Saffo o la delicata esperienza di Anacreonte. Altro tema è l'amicizia, posta al centro dell'uditorio che si componeva di appartenenti allo stesso gruppo o eterìa ed era sensibile alla comunione d'intenti, quell'amicizia che però poteva anche essere dimenticata, pensiamo alla tremenda lirica di Archiloco dedicata " All'amico di un tempo ", o alla lealtà calpestata di Alceo verso il nuovo tiranno. Non dimentichiamo l'argomento della vita fugace, del tempo che incombe così dolcemente tratteggiato da Mimnermo che non potrà più godere dei piaceri amorosi (Quale vita, che gioia senza Afrodite d'oro?) e metterà in risalto la brevità umana (Come le foglie siamo...). La lirica arcaica, specialmente per merito di un suo protagonista, Archiloco, vide nuovi temi esplicati in versi di una forza, di una violenza talvolta sperimentata; grazie al metro del giambo che per natura di accostava a una vivacità d'espressione, Archiloco in parte rivaluta il codice etico del guerriero, lui che pure al mondo dell'armi si appella e conosce; non s'esime di dire apertamente che può esservi occasione in cui all'onore di soldato si rinunci, purché la vita si salvi, nel celebre poema dello scudo gettato. Il giambo concede aggressività d'espressione, e temi anche di basso registro, come nel caso del realismo a volte crudo di Ipponatte, quasi mendico nelle sue richieste, e rissoso nei confronti d'un rivale cui minaccia conseguenze fisiche. Anche il tema didascalico fu trattato, sopra tutti da Teognide, ma anche da Solone, che mise al centro della sua poetica l'argomento politica, civico, attuale della sua Atene.
L'elegia e il giambo, di matrice ionica, sono caratterizzati da serie continuate di versi, dagli esametri e pentametri dattilici ai trimetri giambici e ai tetrametri trocaici.
La melica monodica non va oltre l'aggruppamento di strofe composte da quattro versi, mentre quella corale procede per stanze, strofe, antistrofe ed epodo.
Nella lirica monodica il linguaggio è il dialetto dello scrittore, mentre la lirica corale preferisce usare il dorico, considerato linguaggio letterario comune.
Dopo il V secolo a.C., la lirica subisce una grande trasformazione ad opera degli alessandrini, che compongono carmi raffinati destinati a persone colte.

### La musica
Il termine "lirico" è da collegarsi con la parola greca λύρα (lǘra, "lira"), strumento a corde simile all'arpa con un guscio di tartaruga come cassa di risonanza. Già l'etimologia stessa della parola, dunque, ci fa capire come la lirica greca comprenda composizioni poetiche che non venivano semplicemente lette o declamate, bensì cantate. Ad unirsi alla lira nell'accompagnamento dei poeti-cantautori, vi erano altri strumenti musicali, fra i quali la φόρμιγξ (phòrminx, uno strumento a corde simile all'arpa, con una cassa di risonanza piuttosto grande alla quale le corde sono parzialmente sovrapposte), e l'αὐλός (aulòs, una sorta di oboe). Mentre la λύρα e la φόρμιγξ trovarono il loro impiego, nell'ambito della letteratura greca, solo ed esclusivamente nell'accompagnamento delle poesie liriche, l'αὐλός fu largamente usato anche nella tragedia.
Generalmente, ma non necessariamente, il poeta lirico greco componeva anche la musica con la quale accompagnare i suoi versi. Tuttavia, anche allora erano esistenti parolieri che componevano poesie, dandole poi ad altri affinché fossero musicate.
La musica greca aveva comunque un'impostazione molto diversa rispetto alla nostra. Essa era basata sul ritmo e non conosceva il concetto di armonia, ma solo quello di melodia, la quale rispondeva ad alcuni modi utilizzati per esprimere gioia, tristezza oppure dolore. Tecnicamente, questi erano chiamati, rispettivamente, modo dorico, modo frigio, modo lidio e modo misolidio. La distinzione era data anche dall'intonazione iniziale.
Sui papiri, la musica era indicata tramite segni che venivano posti sulla vocale della parole, oppure tramite piccole lettere dell'alfabeto. Il motivo per cui è giunto fino a noi un numero relativamente vasto di versi, ma una scarsissima quantità di musiche ad accompagnarli, è perché, sui papiri, il verso veniva scritto con un inchiostro più resistente al tempo, mentre la musica veniva aggiunta solo in un secondo momento, con un inchiostro più facilmente cancellabile.

## La metrica: i piedi ed i tipi di metra
La metrica si occupa della composizione dei vari tipi di metri, che caratterizzavano nella letteratura greca i diversi tipi di componimenti, più o meno “nobili”.
I più frequenti sono:
- esametro: poemi epici e poesia bucolica, usato da Omero, Esiodo, Teocrito, Callimaco, Apollonio Rodio, Nonno di Panopoli
- distico elegiaco: poesia d’amore, elegia (include vari sottogeneri: politica, amore, filosofia, storia, soliloquio interiore, etica guerresca), epigramma ed epitaffi. Usato dai poeti elegiaci, e non solo, della Grecia, quali: Callino, Tirteo, Solone, Mimnermo, Teognide, Archiloco, Senofane
- senario giambico: tragedia (parti dialogate), come in Eschilo, Sofocle, Euripide, ma in poesia vi è il cosiddetto "trimetro giambico", a volte anche nella variante del dimetro, usato da Archiloco, Ipponatte (che avrebbe inventato la variante del trimetro scazonte), Anacreonte.
- tetrametro trocaico: commedia (parti dialogate), come in Aristofane e Menandro, ma a volte con varianti, tanto che esiste il metro "aristofaneo". È usato anche nella lirica, da Anacreonte, Archiloco o anche Saffo.
- vari metri lirici: asclepiadeo maggiore e minore, strofe saffica, strofe alcaica…

Le strofe saffiche e alcaiche sono usate spesso, appunto, da Saffo e Alceo nelle Odi ed Inni, a volte usano anche altri metri, come dimetri, tetrametri. Le strofe saffiche a volte sono usate anche da Anacreonte.
Per quanto riguarda gli altri metri, sono tipologie molteplici, usate nelle epodi e negli inni, epinici, del gruppo strofe-antistrofe-epodo, delle opere di Pindaro, Bacchilide, Simonide, Ibico, ecc..
- Esametro (dattilico)

È l’insieme di 6 piedi dattilici (dattilo: - U U). Tutti i piedi prevedono la sostituzione di 2 brevi con 1 lunga tranne il 5° piede, che è fisso. Il 6° piede è tronco di una sillaba. La sillaba finale è indifferens, ovvero breve o lunga, in quanto non fa differenza, dato che dopo c’è la fine del verso e quindi una pausa inevitabile di lettura:
A livello di lettura sono necessarie delle pause (dette cesure) che possono essere di due tipi:
- 1.	semiquinaria (traduzione dal greco: pentemimera)
- 2.	semisettenaria (traduzione dal greco eftemimera)  preceduta necessariamente dalla semiternaria (traduzione del greco tritemimera)

Schema:		 —∪∪, —∪∪, —∪∪, —∪∪, —∪∪, —∪
Alcmanio
Il piede è tetrametro dattilico. In genere si usa in composizione con altri versi, è così chiamato perché fu introdotto dal poeta Alcmane di Sardi.
Schema:	 —∪∪, —∪∪, —∪∪, —∪∪

Distico elegiaco
È un distico, cioè l’insieme di esametro + pentametro dattilico. Il secondo verso, cioè il pentametro, ha 2 “arsi” (cioè sillabe accentate) consecutive al centro del verso e la cesura coincide sempre con metà del verso:
Schema:		
- esametro: —∪∪, —∪∪, —∪∪, —∪∪, —∪∪, —∪
- pentametro: —∪∪, —∪∪, — // —∪∪, —∪∪, —

Senario giambico (in greco si chiama trimetro giambico, il termine primario è per la metrica latina)
È l’insieme di 6 piedi giambici  (oppure 3 “metra” giambici: 1 metron = 2 piedi; giambo: U- ). Le cesure sono le stesse dell’esametro.
Schema: ∪—, ∪—, ∪—, ∪—, ∪—, ∪—

Trimetro giambico catalettico: come il trimetro giambico puro, ma manca della sillaba finale 
Schema: ∪—, ∪—, ∪—, ∪—, ∪—, ∪
Trimetro giambico ipponateo (o scazonte, o coliambo) 
dal latino = zoppicante, dal greco = zoppo 
Usato soprattutto da Catullo, in greco da Ipponatte.

Come il trimetro giambico puro, ma il “metron” finale è “invertito” (quindi è un trocheo anziché un giambo), sicché si trovano due accenti consecutivi 
Schema: ∪—, ∪—, ∪—, ∪—, ∪—, —∪
Tetrametro trocaico acatalettico: 
Formato da 4 “metra” trocaici, quindi da 8 piedi trocaici (trocheo: —∪) 
Schema: —∪, —∪, —∪, —∪, —∪, —∪, —∪, —∪
Tetrametro trocaico catalettico: 
Come il tetrametro trocaico puro, ma manca della sillaba finale  (quindi finisce con la sillaba accentata) 
Schema: —∪, —∪, —∪, —∪, —∪, —∪, —∪, — 
Settenario trocaico
Usato soprattutto nel teatro  (parti cantate della tragedia, raramente nei cantica).

Formato da due tetrapodie trocaiche, la seconda delle quali catalettica

Schema: —∪, —∪, —∪, —∪, —∪, —∪, —∪, —∪ / —∪, —∪, —∪, —∪, —∪, —∪, —∪, — 	

Strofe alcaica
“Strofe”  perché è un insieme di 4 versi che si ripetono poi in quell’ordine; “alcaica” perché utilizzata soprattutto da Alceo.
Usato soprattutto da Orazio.
- Endecasillabo alcaico	X —∪, —∪/ —∪∪, —∪∪	(base libera + 2 trochei + 2 dattili - nella strofe è ripetuto x 3 + adonio finale)
- Enneasillabo alcaico	X —∪ —∪ —∪ —∪ 		(base libera + 4 trochei)
- Decasillabo alcaico 	—∪∪, —∪∪/ —∪ —∪		( 2 dattili + 2 trochei)

Strofe saffica (“minore”)
“Strofe”  perché è un insieme di 4 versi che si ripetono poi in quell’ordine; “saffica” perché utilizzata soprattutto da Saffo (ma anche da Alceo) 
Usato soprattutto da Orazio.
- Endecasillabo saffico	—∪, —∪, —∪∪, —∪, —∪ —∪	( 2 trochei, dattilo in terza sede+ 2 trochei; nella strofe è ripetuto x 3 + adonio finale).

- Adono —∪∪, —∪		(dattilo + trocheo)

Falecio (o faleceo)
Dal poeta alessandrino Falèco, fu portato a Roma dai poeti preneoterici.
Formato da una base libera + 1 dattilo + 3 trochei
Schema:	XX, —∪∪, —∪ —∪ —∪
Gliconeo

Dal poeta greco Glicòne, non altrimenti noto
Schema: 		— — , —∪∪, —∪∪ (spondeo + 2 dattili) 

Ferecrateo
Dal poeta greco Ferecrate (V sec. a.C.)
è un gliconeo catalettico.
Schema: —  —, —∪∪, —∪ (ovvero: spondeo + dattilo + trocheo) 
Asclepiadeo

I versi e le strofe asclepiadee prendono il nome dal poeta Asclepiade di Samo, anche se l'inventore di questi versi non è certificato, perché sia l'asclepiadeo maggiore che minore sono già noti dai lirici di Lesbo Saffo e Alceo, forse Asclepiade compose carmi oggi perduti in questo verso, e dunque la tradizione ne attribuì la paternità, come sostiene Orazio nella sua Ars poetica.
- Asclepiadeo minore: secondo la teoria di Efestione è un'esapodia giambica acatalettica, la sola terza dipodia però vi mostra l'andamento giambico puro, mentre le altre due unità di misura prendono la forma di antispasti, di cui il primo può avere nella prima sede la lunga irrazionale, e può talora essere sostituito da una dipodia trocaica. L'antispasto è una dipodia giambica che nella seconda parte viene battuta a contrattempo: la dipodia trocaica può essere considerata come una dipodia giambica del tutto battuta a contrattempo.[4]

X X, —∪ ∪—, —∪ ∪—, —∪ ∪—, —∪ ∪—, X X
A metà della seconda dipodia c'è una pausa frequente, ma non obbligatoria in greco, al contrario in Orazio, che dà pure la forma costante di spondeo al primo piede. Lo schema metrico: ∪′∪ — ∪∪ — — ∪∪ — ∪ —
Probabilmente l'asclepiadeo minore è da considerare in Orazio come un'esapodia logaedica con lo spondeo irrazionale nel primo piede, due dattili di tre tempi nella seconda e quarta sede, una lunga di 3 tempi nella terza sede e nella pausa verso la fine.
- Asclepiadeo maggiore: è identico al minore, eccezione che il secondo antispasto è ripetuto. Negli originali greci si ha la cesura a metà della seconda, e a metà della terza dipodia. Tali cesure, usate da Catullo come i Greci in maniera facoltativa, in Orazio diventano obbligatorie, il quale ne fa lo stesso uso del minore, solo che dopo la sillaba di tre tempi, un altro dattilo di tre tempi e un'altra sillaba pure di tre tempi: quest'aggiunta rispetto all'asclepiadeo minore è compresa tra due pause.
In Orazio ci sono 5 sfumature della strofe, a meno che le odi composte di soli asclepiadei minori o di soli maggiori non vogliano considerare come composizioni monostiche.

X X, —∪ ∪—, —∪ ∪—, —∪ ∪—, X X 
Resterebbe dunque un sistema distico asclepiadeo, dove si alternano un gliconeo II (identico all'asclepiadeo minore con in meno l'antispasto di mezzo) con un asclepiadeo minore, e poi 2 strofe, una composta di 3 asclepiadei minori chiusi da un gliconeo II e un'altra risultante da due asclepiadei minori, seguiti da un ferecrateo II (uguale al gliconeo II con in meno l'ultima sillaba) e da un gliconeo II. 
Un esempio in greco di Asclepiadeo maggiore, dal fr. 140 Lobel-Page di Saffo: Morte di Adone:
Κατθνᾴσκει, Κυθέρη', ἄβρος Ἄδωνις• τί κε θεῖμεν;
καττύπθεσθε, κόραι, καί κατερείκεσθε κίθονας.

## Esponenti

### Lirica arcaica

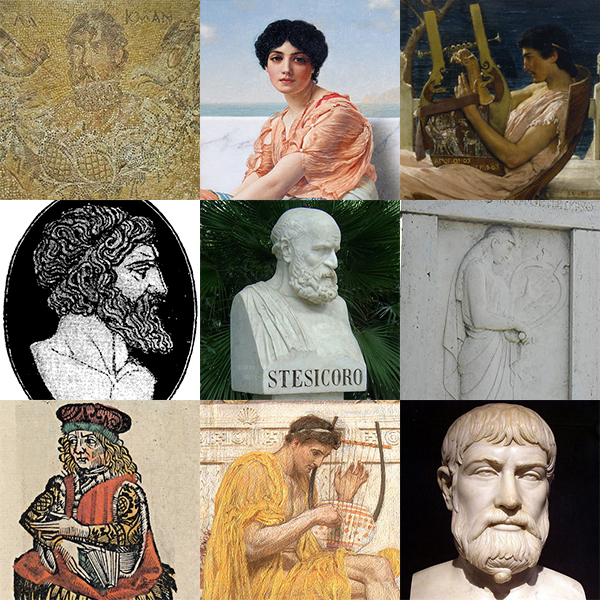
I nove poeti lirici

I nove poeti lirici propriamente detti furono inseriti nel canone alessandrino dai grammatici Aristofane di Bisanzio e Aristarco di Samotracia, con l'obiettivo di selezionare gli autori più notevoli per la purezza della lingua greca e raggruppati in triadi.
Per quanto concerne la lirica monodica, i maggiori esponenti furono Alceo di Mitilene (VII secolo a.C.), Saffo di Lesbo (VII secolo a.C.) e Anacreonte di Teo (VI secolo a.C.).
La lirica corale ebbe una prima fase con Alcmane di Sparta (o di Sardi; VII secolo a.C.), Stesicoro di Metauro (VI secolo a.C.) ed Ibico di Reggio (VI secolo a.C.), seguiti, nel secolo seguente, da Simonide di Ceo (V secolo a.C.), Bacchilide di Ceo (V secolo a.C.) e Pindaro di Tebe (V secolo a.C.).
Ad essi si aggiungono, per estensione del termine "lirica", alcuni elegiaci e giambografi.
Tra gli elegiaci, si distingue una tipologia parenetica, rappresentata da Callino di Efeso e Tirteo di Sparta; un'elegia gnomica, con Mimnermo di Colofone, Solone di Atene e Teognide di Megara.
I giambografi vennero inseriti nel canone lirico, come detto, per estensione del termine in età ellenistica. Gli alessandrini posero al primo posto Archiloco di Paro, seguito da Semonide di Amorgo ed Ipponatte di Efeso.

### Lirica ellenistica
In età classica la lirica propriamente detta fu poco coltivata, a favore del teatro. Tra i pochi lirici di cui abbiamo notizia e scarsi frammenti, Eveno di Paro e Antimaco di Colofone, con alcuni poeti a metà tra lirica ed innografia, come Isillo di Epidauro e Filodamo di Scarfea.
Fu, tuttavia, Antimaco, con il suo stile retorico e le allusioni mitologiche ed erudite, ad essere, di fatto, il trait d'union per la lirica dell'età ellenistica, rappresentata da autori come Fileta, Ermesianatte e Fanocle, ma soprattutto, in età pienamente alessandrina, Callimaco, che fu il caposcuola della tendenza elegiaca erudita, seguita da autori posteriori come Alessandro Etolo ed Euforione, che si concentrarono, abbandonando la polimetria precedente, sulla lirica in distici elegiaci o in esametri.
Con Partenio di Nicea, infine, la lirica greca chiude di fatto il suo ciclo.